# Efectes d'àudio 3D
Els efectes d'àudio 3D són un grup d'efectes de so que manipulen el so emès per altaveus estèreo, altaveus de so envoltant, formacions d'altaveus, o auriculars. Aquest efecte s'aconsegueix posicionant virtualment fonts de so en qualsevol part de l'espai tridimensional, sigui darrere, damunt o sota el receptor.
El processament d'àudio 3D és la convolució espacial d'ones de so en un domini utilitzant funcions de transferència relacionades amb el cap (Head-related transfer function). Les Head-related transfer function (HRTF) són una resposta que caracteritza com una orella capta un so des de punts diferents a l'espai, es poden utilitzar per sintetitzar un so binaural que sembli venir d'un determinat punt a l'espai. Utilitzant filtres HRTF es transformen les ones de so per replicar ones de so naturals, que són emeses des d'un punt en un espai 3D. Permeten enganyar al cervell utilitzant les orelles i els nervis auditius, que intenten col·locar els diferents sons en diferents llocs d'un espai 3D encara que només s'hagin reproduït per dos altaveus.

## Àudio posicional 3D

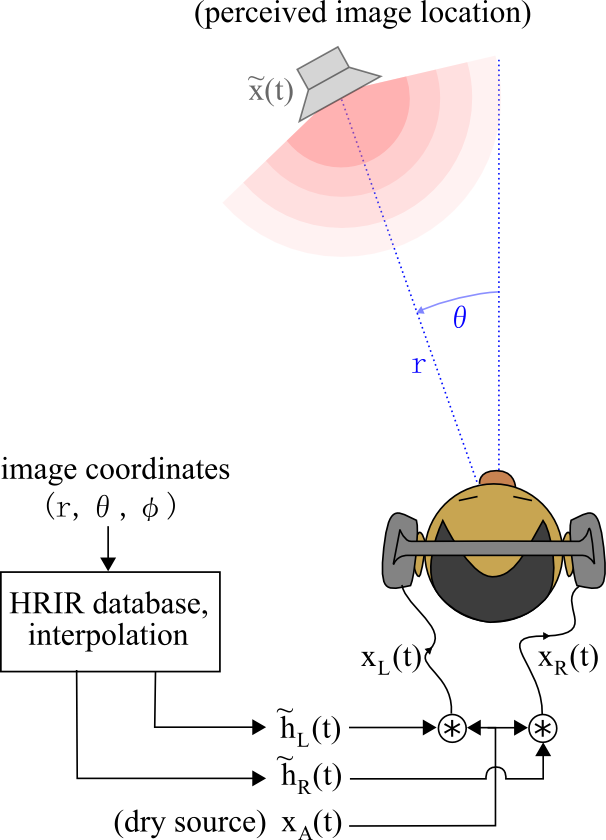
Un so se situa en el plànol horitzontal mitjançant el processament d'est amb respostes impulsionales gravades del tipus head-related.

Utilitzant HTRFs i reverberació és possible simular els canvis que sofriria el so fins a arribar al receptor, com poden ser reflexions contra una paret o el sòl.
Algunes tecnologies 3D també són capaces de convertir enregistraments binaurals a enregistraments estèreo. MorrowSoundTrue3D converteix binaural, estèreo, 5.1 i altres formats a 8.1 per crear unes anomenades “atmosferes” 3D de so.
Els efectes d'àudio posicional 3D van sorgir al voltant de 1990 en consoles de videojocs i PC. El seu ús també s'ha estès a la música, permetent a músics oferir una experiència 3D en directe.
Existeixen micròfons binaurals dissenyats per captar el so amb les mateixes característiques que les nostres orelles, proporcionant així un efecte tridimensional.
Tècniques de so com les de Ambisonics, el principi de síntesi de camp d'ona, Morrowsound True3D i A&G 3D-EST fan possible la representació de sons 3D utilitzant altaveus.

## Aplicacions de l'àudio 3D
Alguns parcs d'atraccions han creat atraccions basades en el principi d'àudio 3D. Un exemple és “Sounds Dangerous!” en Walt Disney World Resort a Florida. Els convidats han de posar-se uns auriculars especials mentre veuen un curtmetratge que els produirà una experiència binaural.
Els avanços a la tecnologia de realitat virtual han creat molta demanda per perfeccionar les experiènciess de so 3D. Cada vegada existeixen més programes per simular àudio 3D. L'àudio 3D té un paper determinant en l'experiència de realitat virtual definitiva.